# Gastroleccinum scabrosum
Gastroleccinum scabrosum är en svampart som först beskrevs av Mazzer & A.H. Sm., och fick sitt nu gällande namn av Thiers 1989. Gastroleccinum scabrosum ingår i släktet Gastroleccinum och familjen Boletaceae.   Inga underarter finns listade i Catalogue of Life.